# Comanda d'Horta

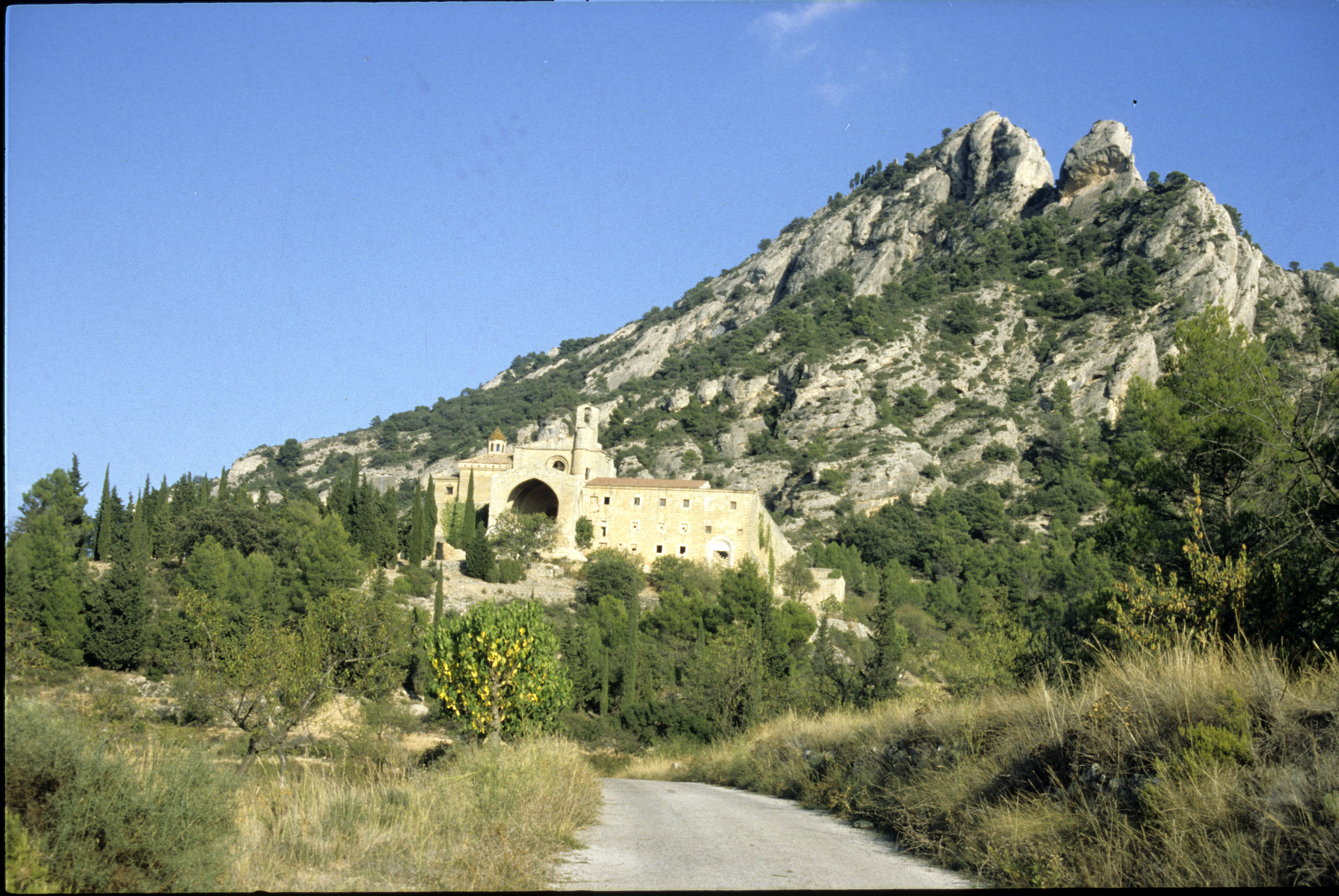
Horta de Sant Joan. El convent de la Mare de Déu dels Àngels (actualment de Sant Salvador) i la muntanya de Santa Bàrbara al fons.

La comanda d'Horta fou una de les comandes o cases de l'Orde del Temple importants de les terres de l'Ebre, i que formà part del districte de Ribera. Com la major part dels béns del Temple, després que l'orde fos dissolt, l'any 1318 passà a l'orde de l'Hospital de Sant Joan de Jerusalem, i formà part de la Castellania d'Amposta d'aquest orde, fins a l'extinció dels senyorius amb la desamortització de Madoz, l'any 1855. La comanda tingué la seu a Horta de Sant Joan, municipi situat al sud de la comarca de la Terra Alta a tocar de la Franja de Ponent; a l'oest, hi té el riu Algars, que fa de frontera natural entre les comarques de la Terra Alta i el Matarranya. El poble va anar creixent a redós d'un antic castell —del qual no queda res— que coronava un turó de 543 m d'altitud.

## Història
La feudalització i colonització d'Horta s'inscriu en el context de la conquesta cristiana de les terres de l'Ebre, que començà Ramon Berenguer IV amb la presa de Tortosa i Miravet, a mitjan segle xii, i en la qual l'orde del Temple va tenir un paper destacat. Per llur participació, els templers reberen de les autoritats civils i religioses importants privilegis i béns territorials, entre els quals el castell i terme d'Horta, que comprenia els termes de Bot, Arnes, Caseres i Prat de Comte. L'orde s'encarregà de colonitzar i posar en marxa l'explotació d'aquell territori, potenciant la ramaderia, el conreu de la terra, la construcció de molins i granges...; animant la repoblació, mitjançant cartes de poblament; col·laborant amb els bisbes en la construcció de temples parroquials... Per dur a terme tota aquesta tasca, el Temple instal·là una comanda (preceptoria o convent), amb seu al castell (aleshores andalusí) d'Horta, des d'on podria controlar i administrar tot el territori, fins a aconseguir fer d'Horta una de les principals comandes catalanes del Temple.

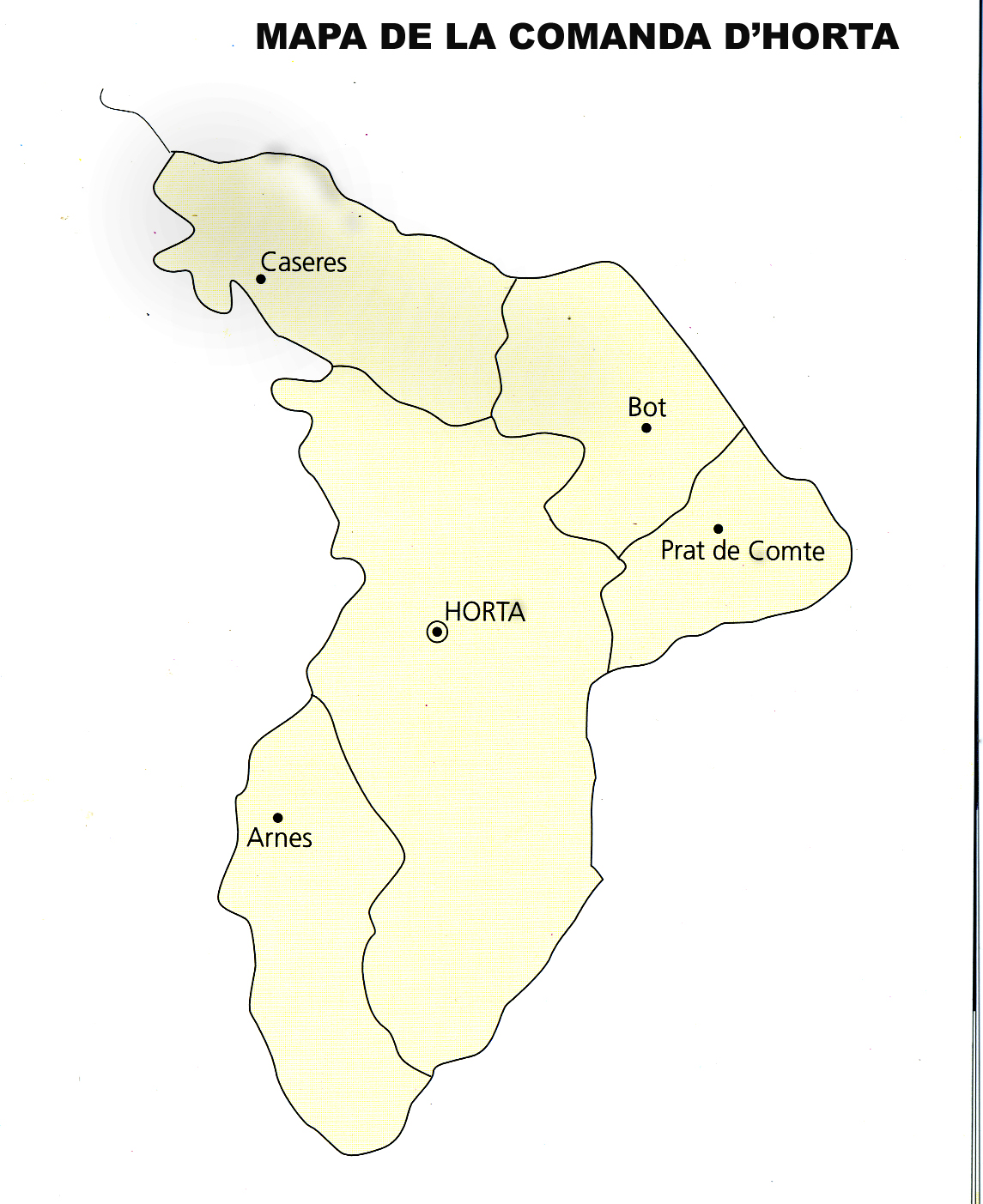
Mapa de la comanda templera d'Horta.

El terme d'Horta apareix esmentat en la descripció dels límits de Miravet de 1153 però queda clar que n'és fronterer. Sembla que fou cristià a partir de les campanyes d'Alfons el Cast per les ribes de l'Algars i del Matarranya (anys seixanta del segle xii).
El rei Alfons promocionà la repoblació d'Horta en la tasca colonitzadora de la Terra Alta. Fou el primer lloc en rebre, l'any 1165, una carta de població, basada en el fur aragonès, que serviria de model per a altres franqueses de la comarca. Tanmateix, aquest primer intent repoblador no va tenir èxit i a l'any següent, els Montcada com a senyors d'Horta lliuraren el castell a Pere Subirats.
L'any 1174, el rei Alfons el Cast donava al Temple el castell d'Horta amb termes i pertinences en lliure i franc alou ; vuit anys més tard, Ramon de Montcada feia el mateix amb la seva part i el Temple assolia el ple domini sobre el lloc. Quan els templers reberen Horta es deurien plantejar de nou la repoblació del lloc, car s'endevina el propòsit en la concòrdia celebrada amb el bisbe de Tortosa l'any 1185 per tractar de la percepció de rendes i de la fundació d'esglésies. Pocs anys després, el 1192, el mestre provincial del Temple, Ponç de Rigalt, concedia carta de població als habitants d'Horta. La nova carta, basada en el fur de Lleida en atenció a la procedència dels repobladors, fructificà. En el futur l'instrument serviria de model per a diverses repoblacions del sector.
Al llarg del segle xiii, en iniciar-se el desenvolupament del municipi medieval, sorgiren dubtes al si de la comunitat d'Horta a l'hora de l'observança i aplicació de les consuetuds ilerdenques. Davant els problemes es procedí al redactat d'uns usos i costums privatius d'Horta i el seu terme. La Casa del Temple, com a senyors jurisdiccionals, els aprovà el 16 d'abril de 1296. Aquest reconeixement s'obtingué després que els habitants d'Horta haguessin maldat durant anys perquè se'ls reconeguessin els costums de Lleida; aquest fet posa en evidència la vitalitat i la importància de la vila.
Un altre detall a considerar, que confirma aquesta puixança és la importància de les Rationes Decimarum Hispaniae dels anys 1279 i 1280: Horta és dels pobles del bisbat que cotitza més.
Diu Josep M. Font i Rius que Horta des del primer moment s'organitzà com a comanda amb districte independent. En canvi, Alan J. Forey opina que juntament amb Ascó i Riba-roja formà part de la supracomanda de Ribera, o "Districte de Ribera" (vegeu Comandes catalanes de l'orde del Temple). L'administració d'aquests nous senyorius va ser confiada aviat a comanadors delegats; sembla que el d'Horta es documenta a partir de 1193 car en la carta de població atorgada pels templers a aqueixa vila l'any 1192 encara no es menciona el comanador d'Horta. No serà fins a 1236 que Horta esdevindrà, com Ascó, convent o comanda autònoma, ja que a partir d'aquesta data el comanador de Miravet deixà d'ostentar la dignitat de Comanador de Ribera.
Un cop dissolt el "districte de Ribera", podrien haver passat a ser administrats pel comanador d'Horta els pobles de Bot, Arnes, Caseres i Prat de Comte. Aquesta vinculació, si més no, apareix en temps de domini hospitaler.
En els inventaris de 1289 de les cases templeres publicats per Joaquim Miret i Sans, Horta ofereix el panorama d'una casa de certa envergadura. Té 25 captius, 15 eugues, i una mula (que devien servir per treballar els diumenges a prop de la casa). A més tenia un bon nombre de bestiar cabrú, del qual en treien llet, formatge, carn i cuir: 700 cabres, 110 bocs "colutz" (és a dir, enters), i 250 "crestons" (castrats).

## El patrimoni arquitectònic de la comanda

### El Castell
De l'antic castell d'Horta que el rei i els Montcada cediren als templers en el darrer quart del segle xii, només queda el topònim i algun tros de mur entre les cases de l'indret a la part més alta de la vila; altrament, el traçat dels carrers assenyala la ubicació de les muralles.
L'any 1370 encara s'hi desenvolupava una activitat important, car tenia assignats per a mantenir-lo: un frare cavaller, un sergent, dos servents, un capellà hospitaler, un capellà seglar, un escolà, una dona per netejar la casa, tres mossos d'estable, un forner, una dona per treballar al forn, tres parells de mules i dues cavalcadures.
Una visita prioral de 1535, realitzada pel castellà d'Amposta, dona una mica de clarícia sobre l'arquitectura d'aquest castell i alguna de les seves dependències. En el capítol de manaments, ordenava que fossin reparats dos portals de la barbacana de la fortaleza, i que immediatament es posessin los maderos que faltan en la cámara dentro de la sala de la misma fortaleza de Orta porque no se pierda la cubierta. En un altre lloc parla de la capella del castell dedicada a sant Miquel, la qual estava de vaxo del castillo i en necessitat d'urgent reparació en aquell temps. Per aquell motiu manava cubrir la dicha yglesia de señor san miguel y (...) hazer (...) su cerradura.

### El convent de la Mare de Déu dels Àngels
El convent de la Mare de Déu dels Àngels (actualment convent de Sant Salvador) es troba a 2 km del poble vers llevant, al peu del vessant nord de les muntanyes de Sant Antoni i Santa Bàrbara. També rep el nom de Sant Salvador, en record del sant que hi habità en el s. XVI. En els darrers segles ha estat convent franciscà, però el poble d'Horta mai no ha oblidat que Santa Maria dels Àngels fou un santuari dels templers. Així ho recull l'informe d'una excursió científica de Roig:

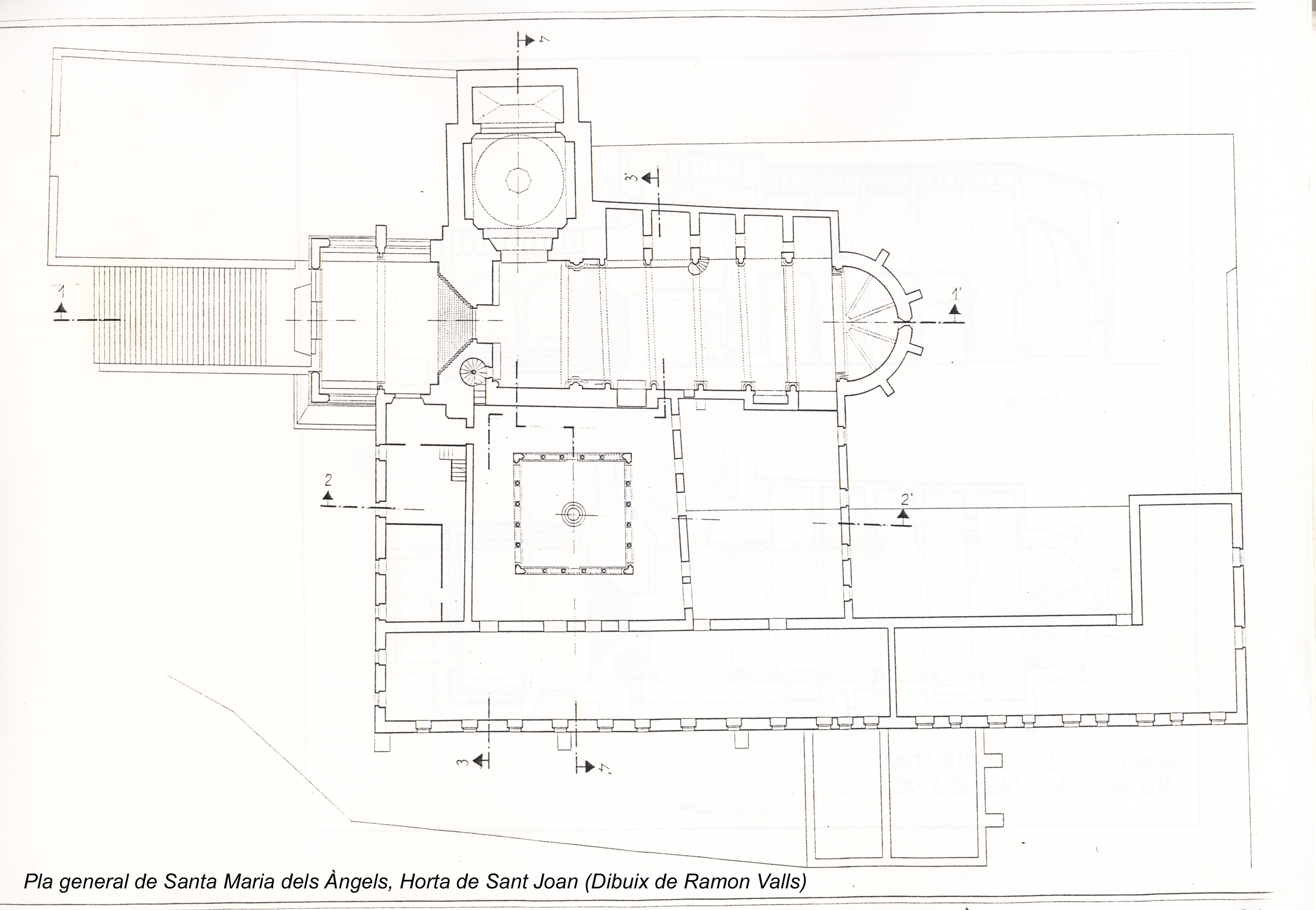
Planta general de Santa Maria dels Àngels.

"La fundació del convent de Sant Salvador pot atribuir-se als Templers, i, a l'extingir-se aquesta ordre, devia passar a pertànyer als cavallers de Sant Joan de Jerusalem en l'any 1317. Després, per durant una llarga època queda sots la cura dels capellans de la població d'Horta, establint s'hi més tard una comunitat de frares franciscans".
L'existència del convent de la Mare de Déu dels Àngels, al davant del poble, enmig de partides i llocs que serven toponímia procedent dels ordes religiosos ("torre del Prior", "barranc dels Frares", "hort dels Frares"), fa pensar en una fundació templera. Altrament, la documentació hospitalera abona aquesta hipòtesi: l'esmentada visita prioral de 1535 diu que el comanador d'Horta, a més d'ostentar la total jurisdicció sobre la vila i terme, tenia una important dominicatura en la part del terme on hi ha el santuari dels Àngels i la "Torre del Olibar".
A aquests arguments hom pot afegir encara que l'advocació a la Mare de Déu "Nostra Senyora" era freqüent en les esglésies dels templers. I, finalment, essent com és l'església obra del segle xiii, només podia ser construïda per l'Orde. No és, doncs, la tradició —sinó el mateix edifici— allò que en constitueix la prova.
D'altra banda, tot fa pensar que té raó Roig i Font quan diu que, després d'haver-la posseït per un espai de temps l'Orde de l'Hospital, Santa Maria passà a mans de la comunitat de preveres d'Horta, segurament en la mateixa data que el patronatge de la parroquia passà al bisbe. Per aquest motiu ni la parroquial ni Santa Maria no eren visitades pel castellà d'Amposta en el segle xvi.
És difícil d'imaginar les funcions originàries del convent; tanmateix no es pot descartar la possibilitat que hagués compartit amb el castell la qualitat de seu de la comanda. El fet de trobar-se situat al bell mig dels domenges fa pensar en una funció agropecuària com la que tenien el mas Roda d'Algars o el mas Periques de Puig-reig. No obstant això, Santa Maria dels Àngels d'Horta des de bon començament devia ser un important santuari marià.
La possibilitat d'atribuir a Santa Maria dels Àngels la qualitat de santuari marià en temps templer resulta versemblant per diversos motius: pel lloc on es troba, a la falda de Santa Bàrbara, muntanya santa poblada de coves, fonts i petits oratoris seculars (Sant Onofre, Sant Pau, Sant Antoni, Santa Bàrbara...) on antigament vivien anacoretes. Els templers —molt devots de la Mare de Déu— aprofitaren la tradició religiosa de l'indret per continuar o per iniciar el culte marià, com van fer en altres llocs. Horta és també una fita important de les rutes medievals que des del Baix Ebre es dirigeixen a l'Aragó i lloc de pas de la transhumància medieval, per conduir els ramats del Baix Aragó fins a Tortosa, i passava per Vall-de-Roures, Arnes, Horta, Serrallada, Alfara de Carles i Roquetes.
Les construccions de l'actual convent daten d'èpoques diverses, des del segle xiii fins al XVII o XVIII. Es disposen ordenades al voltant d'un claustre quadrat construït el segle xvii pels franciscans que l'habitaven aleshores; és allò que resta de més rellevant de les dependències conventuals, molt malmeses després de l'exclaustració de 1835. Adossada a l'ala N del claustre, hi ha l'església; als costats es distribueixen les altres dependències.
L'església
L'església és una de les obres més interessants de l'època templera, tant per la seva harmonia i equilibri de composició com per la maduresa de plantejament gòtic que presenta.
La fàbrica del temple està dividida en dos elements diversos que corresponen a dues cronologies diferents: d'una banda l'església, i de l'altra un cor elevat construït al mateix temps que l'atri com a prolongació de la nau. L'obra que pertany amb seguretat a l'època templera és la primera; tant el cor com l'atri van ser bastits en una data immediata a l'abolició de l'Orde del Temple, ja en època hospitalera, però seguint explícitament o implícita les directrius arquitectòniques de l'obra anterior: els materials emprats en l'ampliació són ben bé els mateixos de l'església, i la seva factura sembla que vol imitar-ne l'obra primitiva.
Tot l'edifici és de pedra tallantada en carreus mitjans. El temple és d'una sola nau rectangular, amb absis semicircular, un xic més estret que la nau, amb contraforts. La planta està dividida en cinc trams rectangulars per arcs diafragma apuntats, que coincideixen amb els contraforts i serveixen de suport a una coberta de fusta. Els arcs arranquen de columnes embegudes en els contraforts, de manera que l'arc i el contrafort s'articulen formant un tot estructural mecànicament gòtic. El nombre dels trams és igual al de sectors en què està dividit l'absis, seguint així la correspondència clàssica del gòtic català.

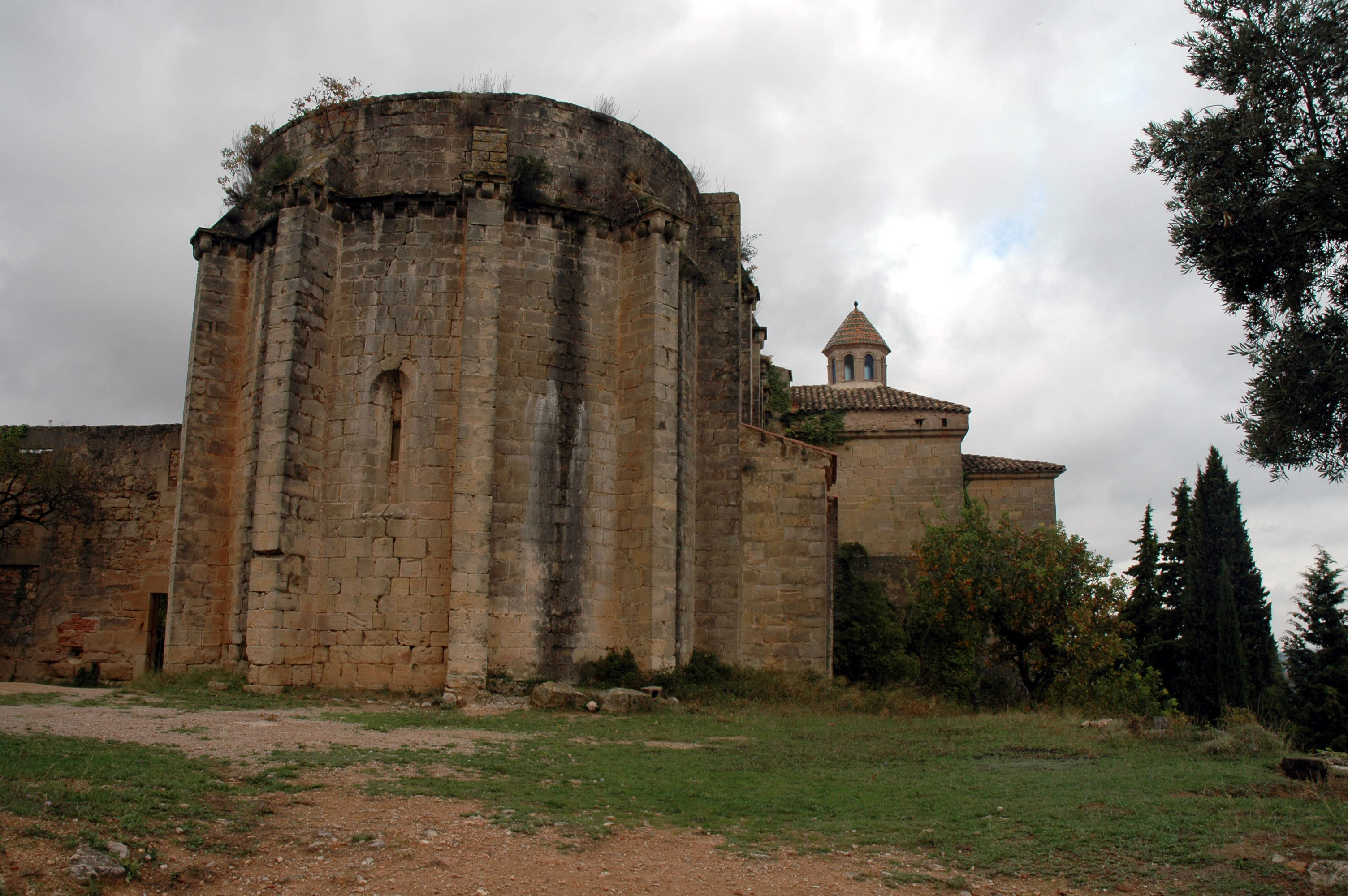
Absis de l'església del convent de Santa Maria dels Àngels (1998).

En els trams de la nau i al mig de l'absis s'obriren finestres altes, de doble esplandit i arc de mig punt, que, si bé són de factura típicament romànica, deixen entrar un cabal de llum propi del gòtic. L'absis va precedit d'un arc triomfal, de mig punt, diafragmat també, bastant més baix que els de la de la nau, la qual cosa va permetre foradar l'extradós amb un òcul molt lluminós. L'arc carrega en columnes cilíndriques, amb capitells esculturats amb motius geomètrics. La volta de l'absis és el clàssic quadrant d'esfera romànic nervat a la manera provençal, gens comú a Catalunya. L'escassa riquesa ornamental del temple es concentra en aquest sector.
Exteriorment, l'església mostra els contraforts dels arcs diafragma i de l'absis, perfectes i regulars, que sobresurten uns pams dels murs. Estan coronats de cornisa i formen en el cim plans inclinats que s'allarguen fins a la paret, a un metre de la teulada. Les capelles laterals, que avui s'intercalen entre els contraforts de tramuntana i modifiquen l'esquema original de l'església, són obra de les darreres intervencions. La cornisa és d'allò més simple, formada per un taló i un bocell i dona la volta al perímetre del temple, baixant el nivell uns pams quan arriba al cilindre absidal; recolza sobre permòdols llisos molt simples i austers, com tot l'edifici.
Actualment la porta principal està situada en el nàrtex que els hospitalers construïren per a prolongar l'església i dotar-la d'un cor elevat. És una bella portalada d'arc apuntat proveïda d'una espectacular arquivolta. En època templera, sembla que la porta era la que ara dona accés al claustre.
L'esmentat nàrtex o galilea, al qual accedeix una ampla i llarga escalinata, està format per amples arcades obertes amb ampits on descansen sarcòfags del segle xiv, de gent important de la vila o del santuari. Una d'aquestes osseres, encastada al mur de la porta del temple, està decorada amb escuts heràldics i porta una inscripció que fa pensar que deuria guardar el cos d'un personatge important. La inscripció, mutilada del costat dret, és en lletra del segle xiv i es llegeix en part: ANNO DOMINI MC... / XV KALENDAS NOVEMBRIS... / ...ARIUS ISTIUS OP... / ...RIE ANIMA EIUS... El primer escut sembla un martell de picapedrer, el segon una casa, i el tercer, un estri difícil de classificar, però emparentat amb l'art de la construcció. Podria tractar-se del sepulcre de Bernat d'Alguaire, important mestre picapedrer fill d'Horta, que treballà en la construcció de la catedral de Tortosa.

### La Torre de l'Olivar (o de Galindo)

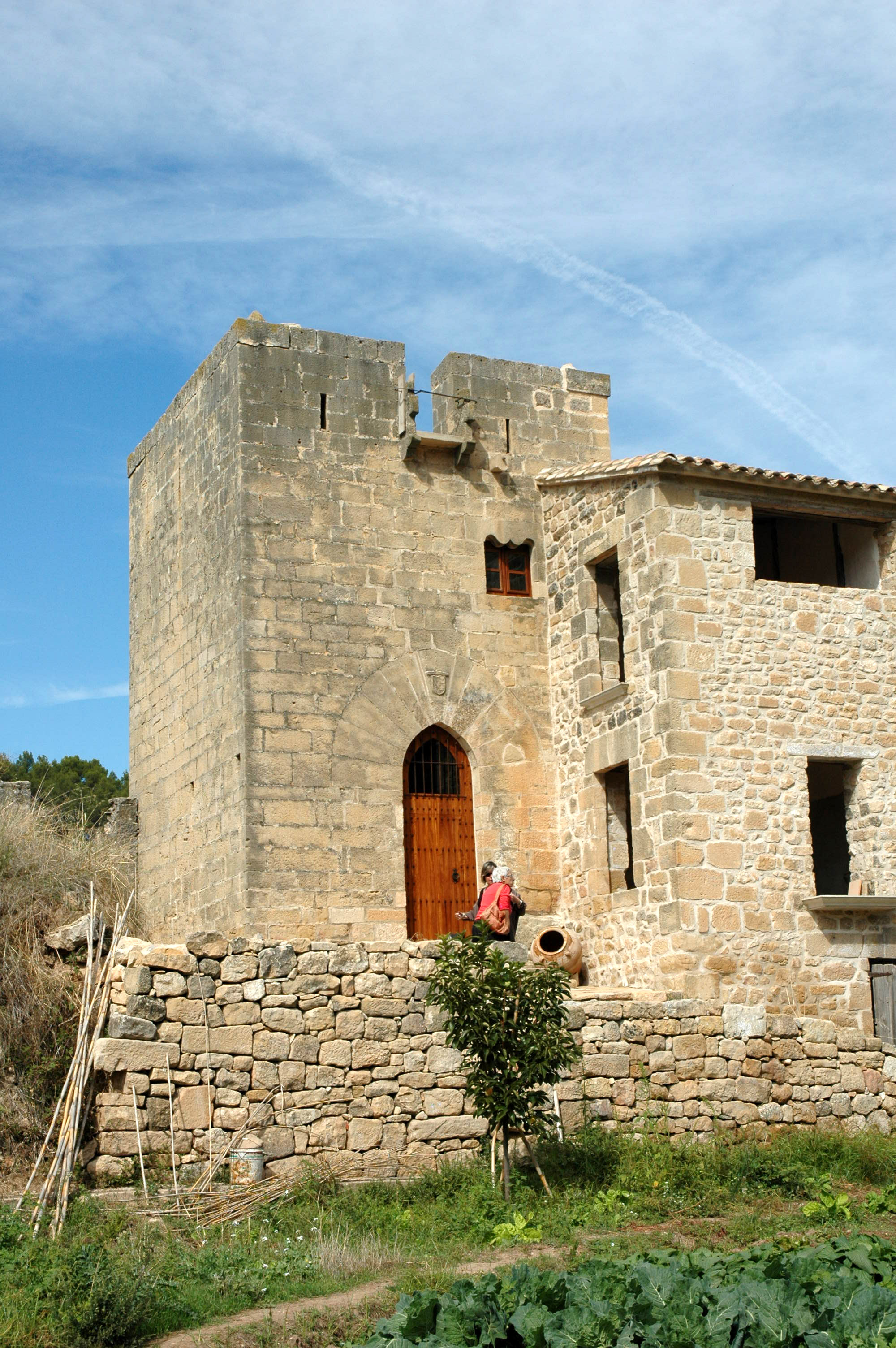
La Torre de l'Olivar (1998).

A uns 800 m del santuari en direcció al nord, damunt de l'antic camí de Bot, que corre paral·lel a l'actual via fèrria, hi ha la Torre de l'Olivar (actualment anomenada de Galindo). Hom diria que presideix l'explotació agrícola dels domenges templers, ja que la seva aparença és més residencial que no pas defensiva. El lloc on fou construïda és sens dubte el millor del terme d'Horta, "l'hort del Prior", les terres del qual són regades per l'aigua procedent de diverses deus (font de la Vena, font del Llop...) mitjançant una interessant xarxa de séquies i mines. És un edifici prismàtic de planta quadrada, que denota gran saviesa estructural i constructiva. Com l'església de la Mare de Déu dels Àngels, fou construïda en època templera i modificada en temps hospitaler. Interiorment té dos nivells: el pla terrer cobert amb una volta de pedra exageradament rebaixada, fins al punt que hom diria que és plana; i el pis superior, cobert a dues vessants amb lloses de pedra que suporten quatre arcs diafragma que carreguen directament en el mur. Damunt de la coberta hi ha una terrassa amb espitlleres, i una lladronera damunt de la porta, situada a llevant.
Malgrat la desaparició del castell, les construccions templeres i hospitaleres que ha conservat el poble d'Horta constitueixen un exemple excepcional. És lícit de pensar que, en els darrers anys dels templers i en els primers dels hospitalers, treballés a Horta un excel·lent mestre d'obra que dirigí les obres de Sant Joan, de Santa Maria dels Àngels i de la Torre del Prior.

### L'església parroquial de Sant Joan
La parròquia d'Horta fou concedida en patronatge als templers pel bisbe de Tortosa l'any 1185. Com que la vila al llarg del segle xiii assolí una prosperitat notable, és probable que a finals de segle la parroquial dels primers temps de la repoblació resultés insuficient i calgués construir un temple més gran. El model a seguir era semblant al de Santa Maria dels Angels, amb l'única diferència que la coberta, en comptes de fusta, seria de volta de creueria. El temple parroquial de Sant Joan és un edifici d'una certa importància que palesa la puixança d'una Horta pròspera.
El construïren tot de pedra picada segons el model gòtic d'aleshores: nau única i capçalera poligonal cobertes amb volta de creueria. Està orientat canònicament amb l'absis a llevant i les mesures interiors són: nau (amb l'absis) 31,5 m de llarg per 11 m d'ample i 14,5 m d'alt.

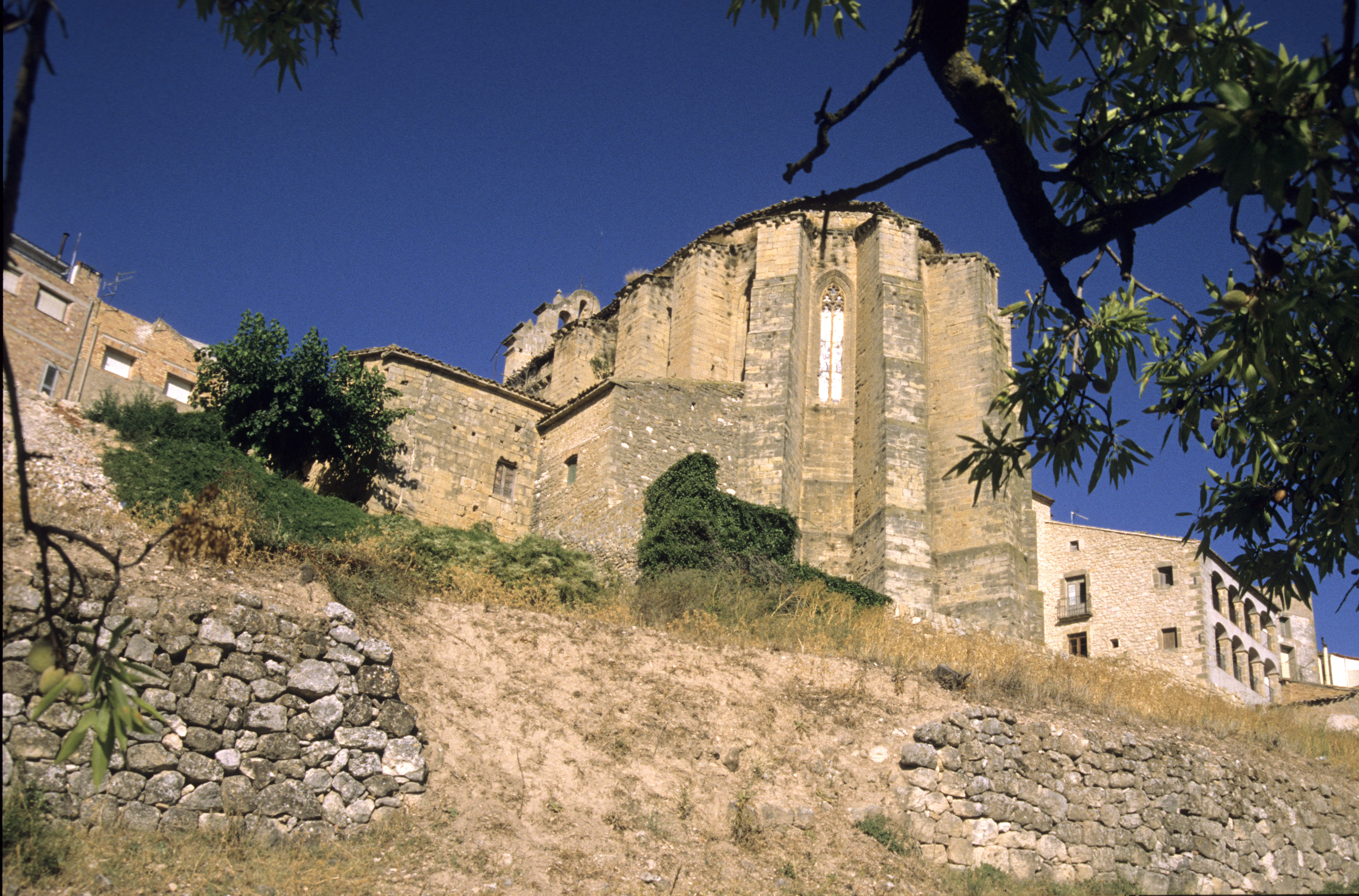
Església de Sant Joan d'Horta. Vista de la capçalera.

No hi ha -que es conegui- cap document sobre la construcció d'aquesta església, els arxius locals d'Horta foren destruïts en les guerres civils dels darrers segles. Tanmateix, a cop d'ull s'aprecia que l'obra del temple començà per la capçalera i que el pla inicial de fer una nau de trams rectangulars iguals (potser quatre) només es respectà en una primera etapa, que deuria tenir lloc entre les acaballes del segle xiii i el primer quart del XIV. En aquest primer període es construïren els set costats de l'absis (cinc radials i dos laterals) i el primer tram de la nau. La resta del temple (dos trams més de la nau, cor elevat i façana de ponent) es deurien bastir entre els segles XV-XVII. Aquests dos trams de la nau són rectangulars com el primer però més llargs. Un detall constructiu, que es pot apreciar a la volta del tram central, delata la modificació del projecte inicial de fer trams iguals: en començar, els arcs diagonals d'aquesta navada, segueixen la mateixa direcció o angle dels de la navada veïna de l'absis, però, súbitament, canvien la direcció per esdevenir diagonals d'una navada més llarga. Aquest penediment constructiu prova que en reprendre l'obra, després d'una llarga inactivitat, decidiren fer dues navades en comptes de tres o més.

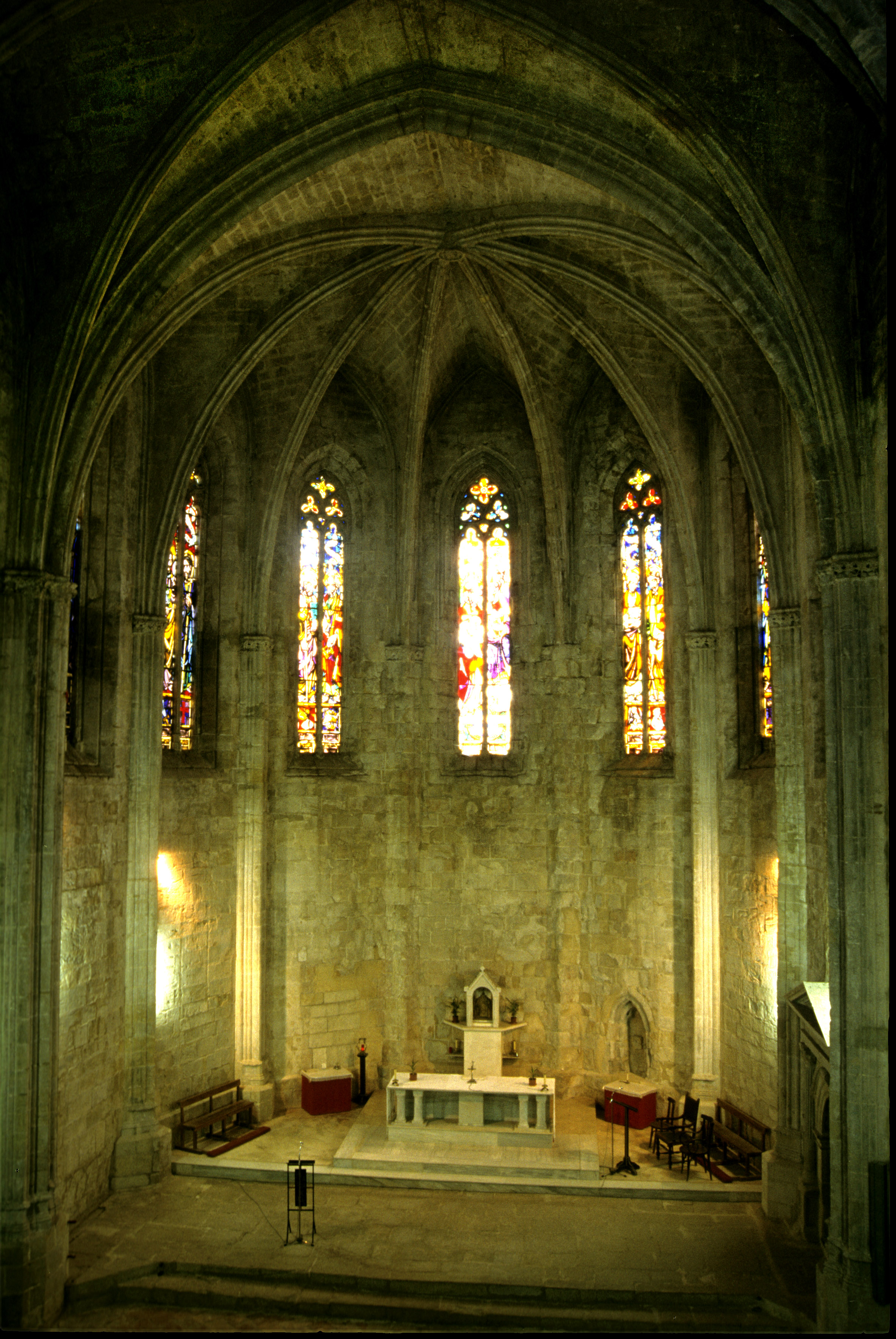
Església de Sant Joan d'Horta. Interior de la capçalera.

La capçalera és la part més esvelta del conjunt, tant a l'interior com a l'exterior. Els contraforts són excepcionalment gruixuts i d'una plàstica exterior molt reeixida que, sens dubte, es deu a la utilització d'una estructura de plans esglaonats de filiació francesa. A l'interior, els nervis de la creueria descansen en columnetes que pugen des de terra i tenen capitells amb motius florals a l'arrencament dels arcs; els vuit arcs es troben en una clau circular que porta esculpida una marededéu amb l'infant als braços. En totes les cares de l'absis hi ha grans finestrals ogivals geminats amb traceries i vitralls de color.
Els contraforts de la nau (llevat dels del primer tram que són com els de l'absis) no tenen l'estructura de plans esglaonats i entre ells s'allotgen capelles laterals i una porta que obre al costat nord. Els arcs de la creueria de la nau, en trobar-se al costat, formen un feix de cinc nervis que recolza, com a l'absis, en capitells florals i columnes adossades de secció tòrica amb llistó ressaltat que pugen de terra. En el darrer tram (el que toca al peu), en el segle xvi es construí un cor elevat sobre una volta estrellada, molt rebaixada, típica del gòtic tardà. Les columnetes que aguanten els arcs d'aquest darrer tram (damunt del cor) tenen capitells esculturats amb temes florals, motius heràldics i testes, al costat de les quals hi ha tres escuts, el primer carregat amb una figuera -és el de la vila- el segon amb una creu de l'Orde de Sant Joan, i el tercer amb una rosa que deu referir-se al comanador hospitaler, senyor d'Horta.
Les capelles laterals arriben a mitja altura de la nau i també estan cobertes de creueria. Les del primer tram, vora l'absis, semblen construïdes al mateix temps que la capçalera.
A més dels finestrals de la capçalera hi ha una obertura semblant, menys alta, al costat de migdia del primer tram i òculs al frontispici i al costat de migdia del tram central.
S'entra a l'església per dues portes foranes, una a la façana, amb arc carpanell que forma quatre arquivoltes amb capitells i bases molt simples i geometritzants, que, com el cor, és de factura tardana. L'altra, oberta entre dos contraforts del costat nord, és de factura semblant a la de la façana però amb l'arc apuntat.
Una cornisa amb permòdols molt simples, sense cap mena de relleu escultòric, dona la volta a tota l'església i corona les parets i els contraforts. La volta va coberta amb lloses de pedra sobreposades que avui estan amagades per una teulada de construcció tardana.
Una altra particularitat d'aquesta església és, sens dubte, el frontispici, tant poc freqüent als temples gòtics catalans. Fou obrat a les acaballes del gòtic, segle xvi o més tard. Destaca per la simplicitat; forma un gran pany de paret rectangular, que es correspon amb la nau, emmarcat lateralment per dos contraforts esbiaixats que surten de les cantonades i un timpà triangular. A l'eix de la façana, la porta i un òcul foraden tímidament l'ample parament. Corona el frontispici una gran espadanya de tres pisos, la qual, malgrat la important remodelació que va sofrir en època moderna, segueix un esquema tardoromànic. En les esglésies catalanes gòtiques és més freqüent la torre que no pas el campanar de cadireta.

## Pobles dependents de la comanda d'Horta

### Bot
Bot és un municipi de la Terra Alta situat al centre de la comarca, al nord est d'Horta.
Es desconeix, o no existeix, documentació que parli de Bot com a possessió templera més enllà del document de donació del terme de Miravet de l'any 1153, on es diu que aquest arribava fins a Caselas (Caseres) i Buzot, topònim que ha estat tradicionalment identificat amb Bot.
Ja en temps hospitaler Bot pertanyia a la comanda d'Horta fogatge de 1359. Per aquesta raó i per la situació geogràfica no es pot dubtar que el lloc formà part de la comanda templera d'Horta, i és, per tant, previsible que la seva repoblació seguís un curs semblant als altres pobles de la contrada. És evident que l'any 1279 estava repoblat el lloc tenia parròquia car la trobem cotitzant la dècima en les Rationes Decimarum.
No hi ha a la vila cap edifici que pugui ser atribuït als anys de senyoriu templer; sí, en canvi, sembla que ho és una creu de terme, de pedra que es conserva al cementiri.

#### La creu del fossar

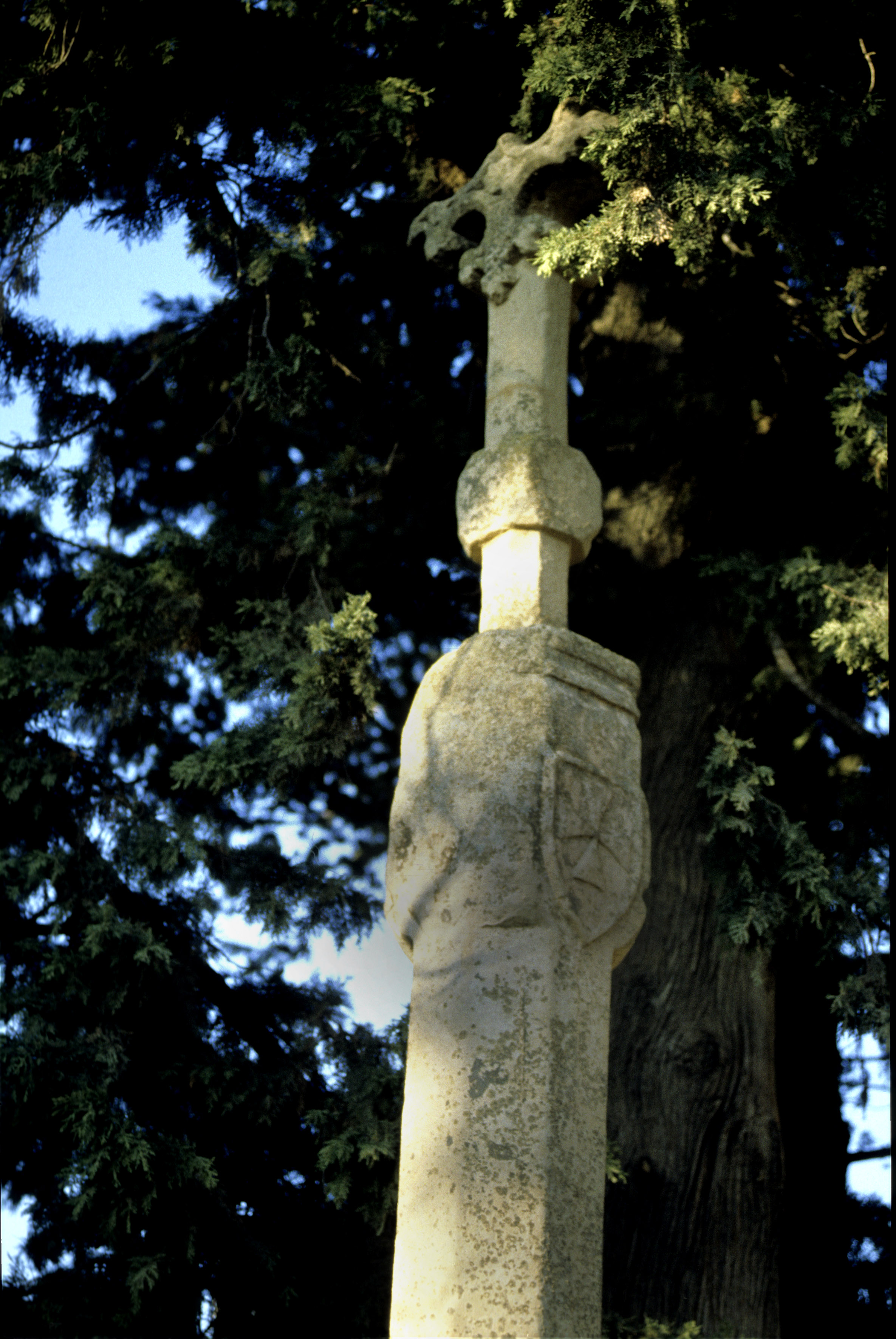
Creu de l'antic fossar de Bot (1998).

La creu "templera", nom amb què la coneix el poble de Bot, presidí durant segles el fossar vell que hi havia al costat de l'església parroquial. En construir-se l'actual cementiri hi fou també traslladada la creu. És probable que amb el canvi de lloc sofrís una mutiliació -per sort mínima- que avui presenta a l'extrem del braç superior.
Al marge de l'esmentada mutilació, el monument conserva força bé tots els elements: creu, eix, nus, arbre amb capitell i base. És de pedra calcària i, aparentment, sembla que, a partir de la base, hagi estat esculturada d'una sola pessa. En total assoleix una alçària de més de tres metres.
La creu, pròpiament dita, és tipus creu grega, curvilínia i floronada ─amb els extrems tri-trevolats─ que mesura 43 cm. L'eix o tija és un prisma hexagonal, de 4,5 cm de radi, interromput en la seva meitat inferior pel nus, que té forma de dau amb els vèrtex aixamfranats. Descansa formant un peu motllurat sobre el capitell de quatre cares que corona l'arbre. El capitell i l'arbre, són bastant més gruixuts que la tija. L'arbre té 10 cm de radi i és, com la tija, de secció hexagonal; el capitell és un xic més gruixut tot i ser una perllongació de l'arbre. Ambdós s'eleven sobre la base uns dos metres i mig.
Les quatre cares del capitell estan decorades amb sengles escuts ogivals. Llastimosament dos d'ells estan molt erosionats i no podem saber quines càrregues heràldiques portaven, però sí els altres dos. L'un porta una creu patent i l'altre un bou, senyals que semblen relacionar el monument, respectivament, amb l'Orde del Temple, senyor jurisdiccional, i amb la vila, car les armes de Bot són efectivament un bou.
La base és un bloc prismàtic de base quadrada, d'uns 50 cm de costat, que presenta les arestes motllurades i, potser, relleus a les cares (en la situació actual no podem donar més detalls, puix està pràcticament colgat de terra). Les proporcions gràcils de l'arbre i la tija fan que el conjunt resulti considerablement esvelt.
És arriscat aventurar hipòtesis sobre la seva cronologia. Tanmateix, sabem que, en l'argenteria, les creus processionals i les creus reliquiari (de tipologia semblant) presenten els braços floronats a partir de la segona meitat del segle xiii. A més, la creu patent de l'escut sembla més pròpia dels templers que no pas dels hospitalers, ja que aquests utilitzaven preferentment la creu de Malta. Cal tenir en compte, també, que a finals del XIII, els templers empraven ja l'heràldica per decorar els seus monuments (Peníscola, Corbera...).

### Arnes
Municipi de la Terra Alta situat a l'extrem SW de la comarca, al sud d'Horta i a la riba dreta de l'Algars. Formava part dels territoris del castell d'Horta reconquerits per Alfons el Cast i cedits pel monarca, l'any 1174, als cavallers del Temple. Fins ara no es coneix la carta de població d'Arnes, això no obstant es pot tenir la certesa que la colonització va seguir els mateixos passos que Horta.
El primer document conegut sobre el lloc relacionat amb el Temple és de 1263 i tracta d'unes controvèrsies hagudes entre el bisbe de Tortosa i els templers per causa dels delmes del lloc. D'altra banda, en les Rationes Decimarum de 1279 i 1280, la parròquia d'Arnes figura entre les que pagaven la dècima.
El poble construït al cim d'un turonet va créixer al voltant d'una antiga torre andalusina que va seguir exercint una funció defensiva després de la colonització cristiana. Actualment es coneix la seva ubicació i es conserva el topònim ("el castell") però no s'aprecien restes visibles de la construcció medieval. Sobre el traçat dels carrers de la vila s'endevina perfectament el recinte medieval on hi ha moltes cases que conserven les antigues estructures d'arcs diafragma tant habituals a les terres de l'Ebre.

#### L'església parroquial de Santa Magdalena

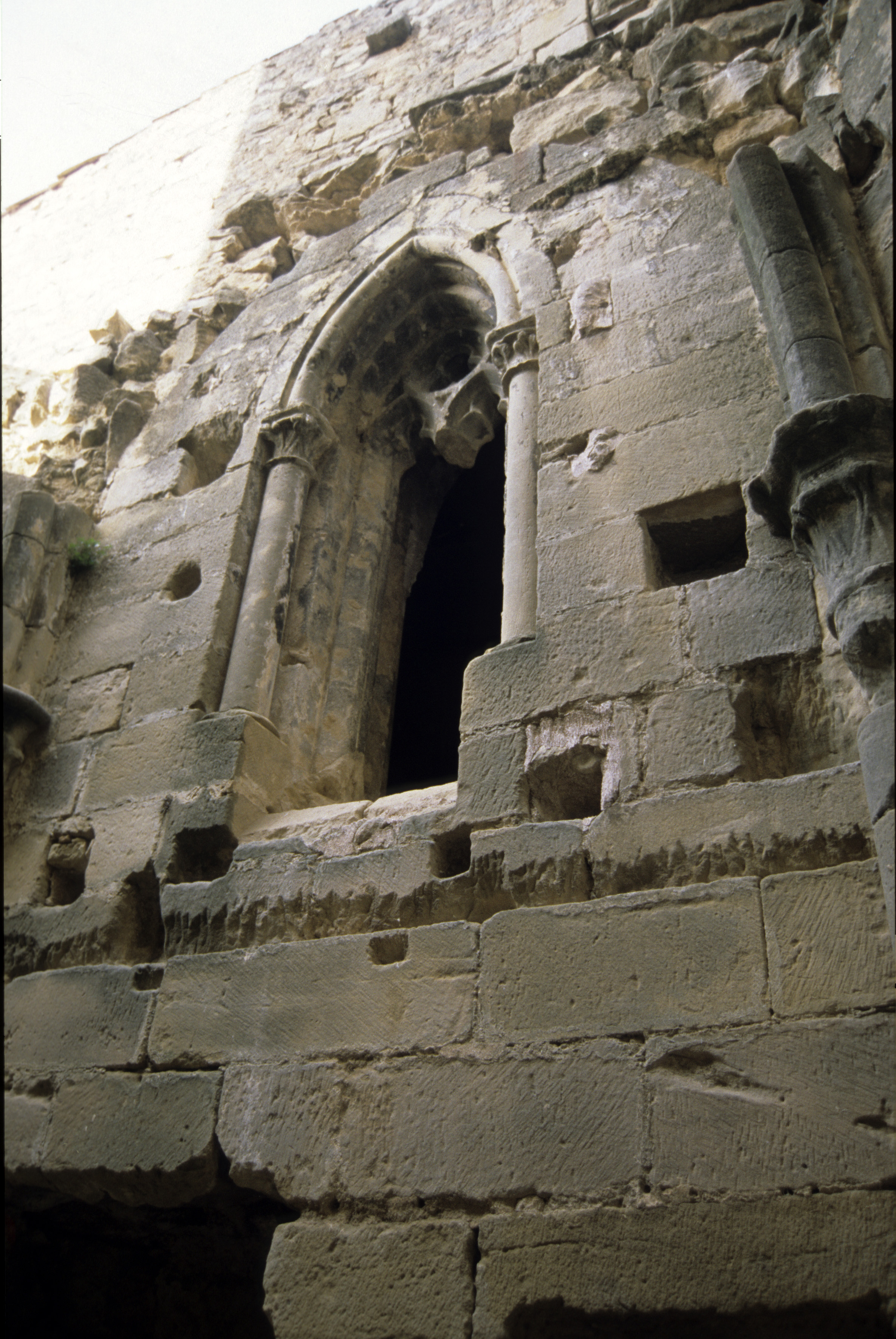
Restes de l'absis de l'antiga parroquial de Sta. Magdalena, d'Arnes (1998).

En el nucli urbà primitiu d'Arnes s'hi devia bastir la primera església de la colonització dedicada a santa Magdalena de la qual no se'n sap res ni tan sols la possible ubicació. A finals del segle xiii la vila s'havia eixamplat i al costat de migdia fou construït un temple més gran d'estil gòtic, però en arribar el segle xvii aquest temple també fou substituït per un altre d'estil barroc. Al costat d'aquest darrer es deixà part de l'absis de l'església gòtica. Havia passat com a Gandesa que en construir el temple modern es conservà part de capçalera de l'antic, amb la diferència que a Arnes l'antic absis no quedà incorporat al nou temple sinó al costat i separat.
D'aquest absis gòtic, que era pentagonal, es conserva tot el parament de la cara central, amb la finestra, les columnetes de les ogives que arriben fins a terra, els contraforts exteriors i la cornisa amb permòdols corresponent a aquest tros.
Era un absis poligonal amb contraforts exteriors com a Sant Joan d'Horta però a diferència dels contraforts d'Horta, aquests d'Arnes no són esgraonats. Les finestres són apuntades i amb traceries però no formen doble esplandit sinó un galze, tan a l'interior com a l'exterior, on s'allotja una columneta i el seu arc corresponent.
Les columnetes on carreguen les ogives de la creueria són de fust més aviat gruixut i s'eleven de terra fins a 3,30 m. Els capitells són de temàtica floral molt estilitzada i les ogives de secció simple sense motllures.
Les característiques estilístiques semblen d'un gòtic bastant primitiu, potser de finals del xiii.
Quan els béns del Temple passaren a l'Hospital i el castellà d'Amposta fou el visitador dels antics pobles templers no consta que visités l'església d'Arnes, la qual cosa indica que amb la butlla de la Unió de 1318 aquesta parroquial va passar a dependre del bisbe de Tortosa.

### Caseres
La vila de Caseres és un municipi de la Terra Alta situat a l'extrem ponentí de la mateixa, al nord oest d'Horta, confinant ja amb les terres d'administració aragonesa mitjançant el riu Algars.
És esmentat en els límits del terme de Miravet en la donació als templers de 1153, però formà part de les terres administrades des de la comanda d'Horta. És obvi que fou d'aquest senyoriu com els altres pobles de la comarca, encara que no es coneix documentació directa de la vinculació de Caseres amb l'Orde del Temple.
Una mostra palesa d'aqueixa pertinença és el fet d'haver passat després a l'Hospital. L'any 1359 el "loch de Caseres (...) de la Comanadoria Dorta" tenia 20 focs segos un fogatge. I l'any 1535, en la visita prioral de la comanda d'Horta, consta que el castellà d'Amposta tenia la plena jurisdicció civil i criminal de la vila i els drets habituals sobre delmes i censos que havien posseït els templers en tots aquests pobles de la Terra Alta. Amb tot però, com succeí en altres viles de la comarca, els santjoanistes perderen el patronatge de la parròquia, motiu pel qual aquest dret ja no figurava en la visita dels superiors.
Hom suposa pel lloc on és la vila com per l'evidència medieval d'edificis com l'església, que Caseres fou vila repoblada en els anys templers mitjançant una carta de franquícies, com la resta de pobles del districte de Ribera.

#### L'església parroquial de Santa Magdalena

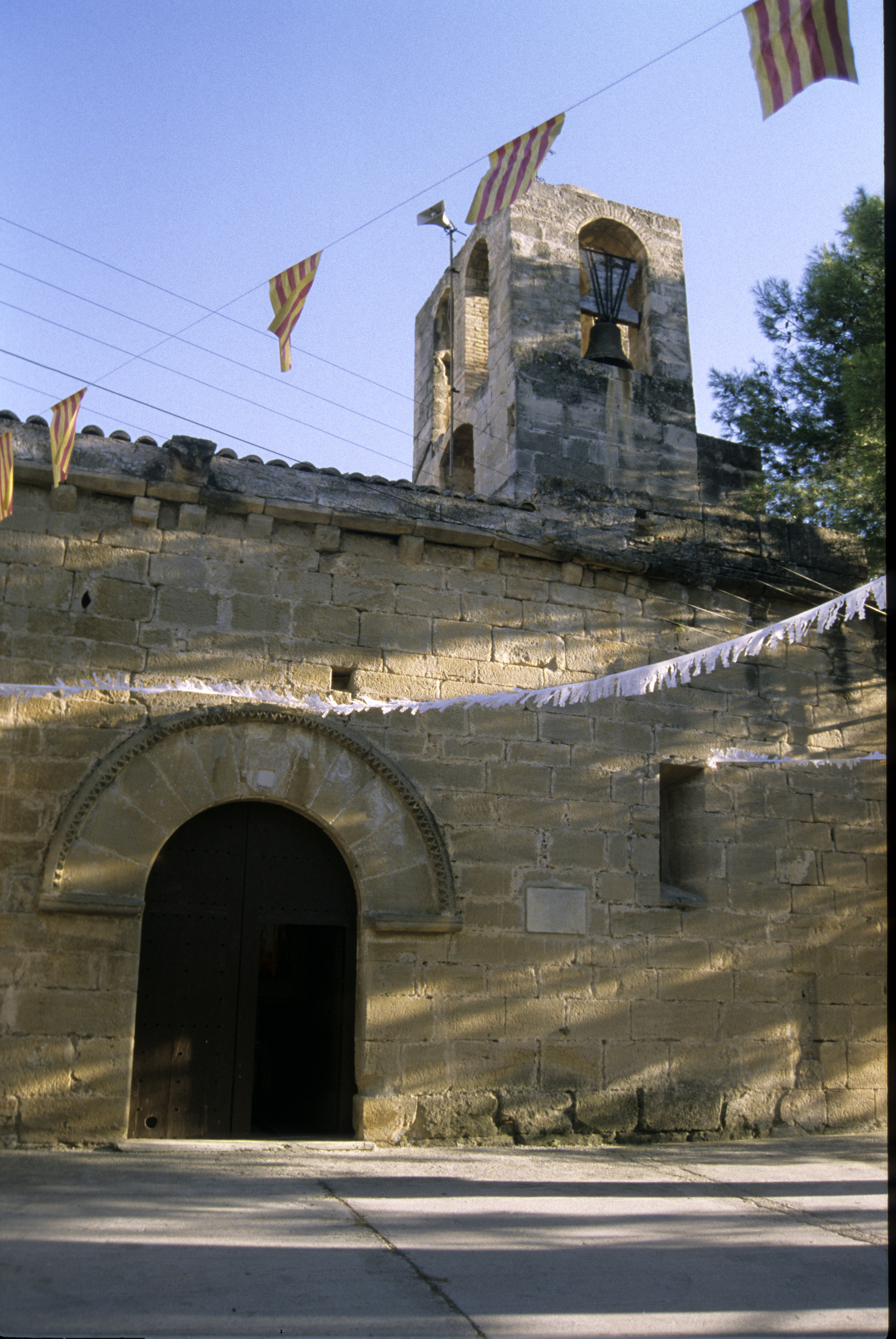
Façana de Santa Magdalena, de Caseres (1996).

Caseres conserva una mostra evident del pas dels templers en la seva església parroquial. És un edifici d'una nau i absis pentagonal de la mateixa amplada que la nau. Les mides interiors del temple són 19.5 m de llarg per 5.3 d'ample i 7.2 d'altura i els murs tenen un metre de gruix. La nau va coberta amb volta seguida de canó apuntat i l'absis amb volta de creueria.
A les dues cares de l'absis que toquen a la nau hi ha sengles capelles fondes que recorden un creuer, les quals com l'absis van cobertes amb volta de creueria. Hi ha altres dues capelles asimètriques col·locades més avall cobertes de canó apuntat.
La porta forana, que és molt elegant i senzilla, està situada al costat de tramuntana i forma un punt rodó d'amples dovelles emmarcades per un guardapols decorat de ziga zaga. A la nau hi ha també quatre finestres, dues al mur de tramuntana, una al de migdia i la quarta centrada en el mur del peu; les quatre presenten una factura particular: tenen el doble esplandit típicament medieval però l'arc arquitravat. És el mateix tipus de finestra rectangular que es pot veure a Nonasp i a Pinyeres, entre d'altres de la contrada.
A l'angle SW, el mur lateral de la nau està regruixit per allotjar una escala de caragol de molt bona factura que puja a la teulada i al campanar de cadireta. Aquest campanar constitueix un dels elements més particulars i interessants del temple.
La façana de tramuntana, que és la principal, conserva la cornisa motllurada que recolza en permòdols mancats de qualsevol decoració. Ha desaparegut la cornisa que devia continuar als altres costats, la qual cosa evidencia la quantitat de modificacions que el temple ha sofert amb els segles. Pel damunt de la cornisa s'aixecà el mur per cobrir la nau amb teula, ja que sobre la volta deu haver hi lloses de pedra, com en totes les esglésies d'aquestes comarques.
Tota la fàbrica del temple està construïda de carreu mitjà molt ben escairat (excepte la capella SW, que és mamposteria) aparellat a trencajunt, tant als murs com a les voltes.
De l'estil hom dedueix que l'absis i les seves capelles són posteriors a la nau, fet que també es palesa en les mesures. En les mides actuals la nau resulta d'una llargària desproporcionada (5,30 m per 19,50 m).
Aquest temple devia ser construït el segle xiii, aleshores la nau tancava amb capçalera plana exactament per on comencen les capelles de l'absis. Probablement tenia dues sagristies, una a l'actual capella que hi a tramuntana i l'altra a la cambra simètrica que hi ha al costat de migdia, les quals no deixen de resultar una estranyesa arquitectònica tant per llur situació com per la coberta de volta apuntada que les cobreix. Les mesures del temple en aquella configuració primitiva entrarien més en la lògica de les proporcions medievals, ja que la planta mediria 5,3 m d'ample per 17,5 m de llarg, la qual cosa representa la suma de dos rectangles auris.
Pel que fa a l'absis i a les seves capelles ben bé poden datar del segle xvi, i fins i tot del XVII.
A més de l'afegit posterior de les capelles i absis, s'endevina que també hi van haver importants modificacions en la suposada sagristia de migdia. És evident que aquesta cambra sofrí una important reestructuració, car l'actual mur que la tanca per ponent obstruí una de les primitives finestres de l'església.

### Prat de Comte

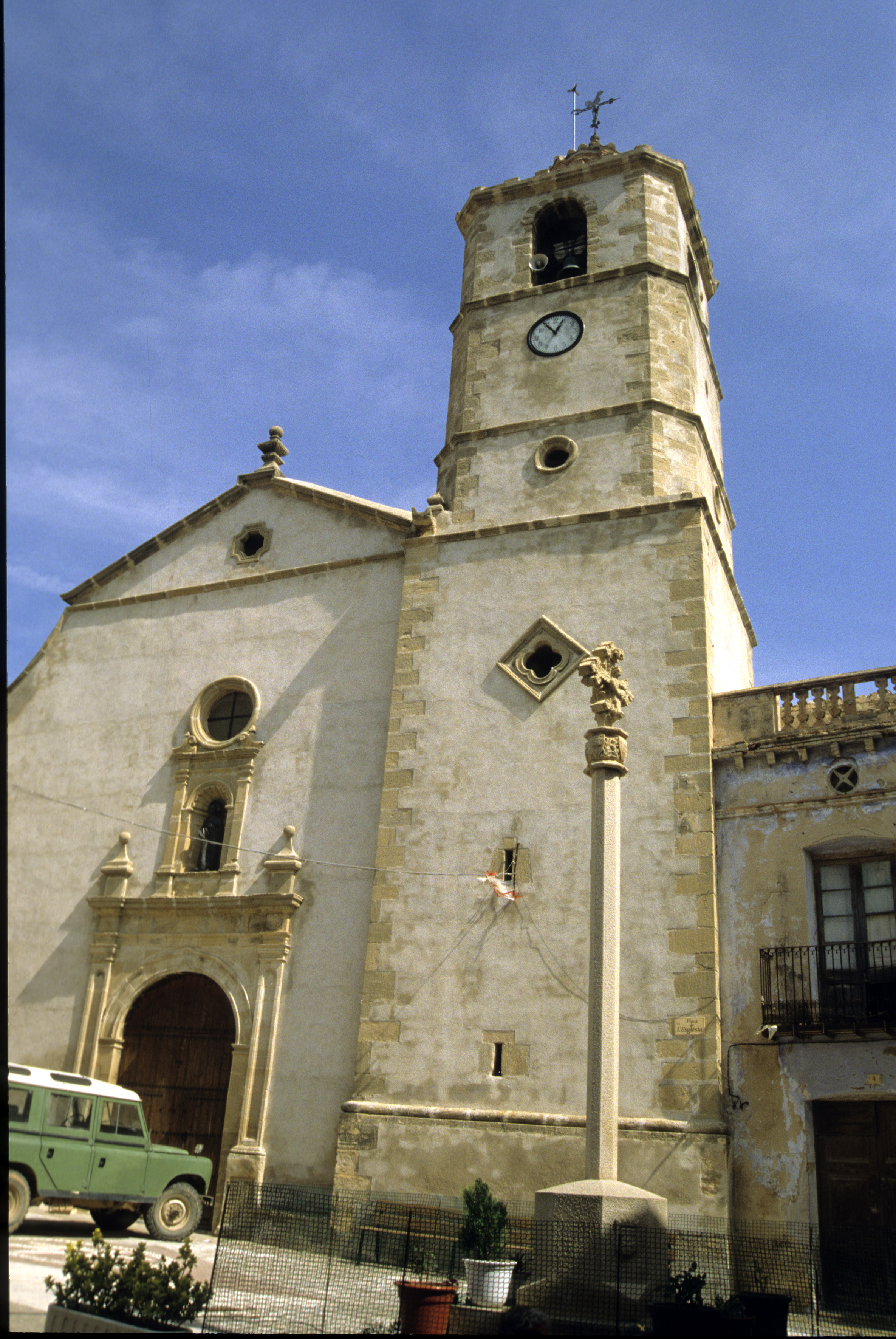
Façana de Sant Bartomeu, de Prat de Comte (1998).

Prat de Comte és un petit municipi de la Terra Alta situat al sud de la comarca i al nord est d'Horta. Se sap que va pertànyer a la comanda templera d'Horta perquè formava part del seu terme i perquè després, en època hospitalera, apareix senyorejat pel castellà d'Amposta el qual hi tenia la total jurisdicció a més d'altres drets senyorials entre d'altres el forn i el molí d'oli. Quan hom intenta rastrejar notícies d'aital repoblació nota, en tota aquesta comanda, la manca d'un estudi monogràfic, però entre la migrada documentació que ens ha arribat, hem trobat un pergamí de la Cancelleria Reial de l'any 1294, que tracta de la concreció dels nous límits entre les terres templeres de Miravet Horta i el terme de Tortosa, que van fer el rei i els cavallers del Temple immediatament després que Tortosa fos bescanviada per altres llocs de la Corona. En aquest bescanvi, entre els molts llocs que passaren al Temple figurava "quendam terminum vocatum Monsagere que est inter Ortam et Pauls".
En els nous límits entre Horta i Paüls, apareix un "loci de la Contesa" ("...et a dicto mollono itur ad unum mollonum qui est ad medium locum dicti loci de la Contesa...") el qual per la seva situació, podria ser l'indret que més endavant serà el poble del Prat de Comte. Aquests topònims lliguen amb els que cita Font quan refereix la possible repoblació templera, l'any 1210, del lloc de Prat del Comte que afrontava aleshores "de parte orientis in rivo de Orta, et alia in termino de Tortosa sicut tunc dicti fratres habebant et habere debebant usque in collom de Daurada et usque in illis rochis de Muntsagre sicut aque vertunt...". D'aquesta documentació sembla deduir se que després que els templers reberen el terme de Montsagre, el repoblaren amb el nom de "loci de la Contesa" o "el Prat donat pel Comte". Al poble no hi ha vestigis de cap construcció datable en l'època templera encara que l'església primitiva de ben segur que fou construïda per iniciativa dels templers seguint les normes establertes entre aquests i el bisbe de Tortosa.

#### La Creu de Terme

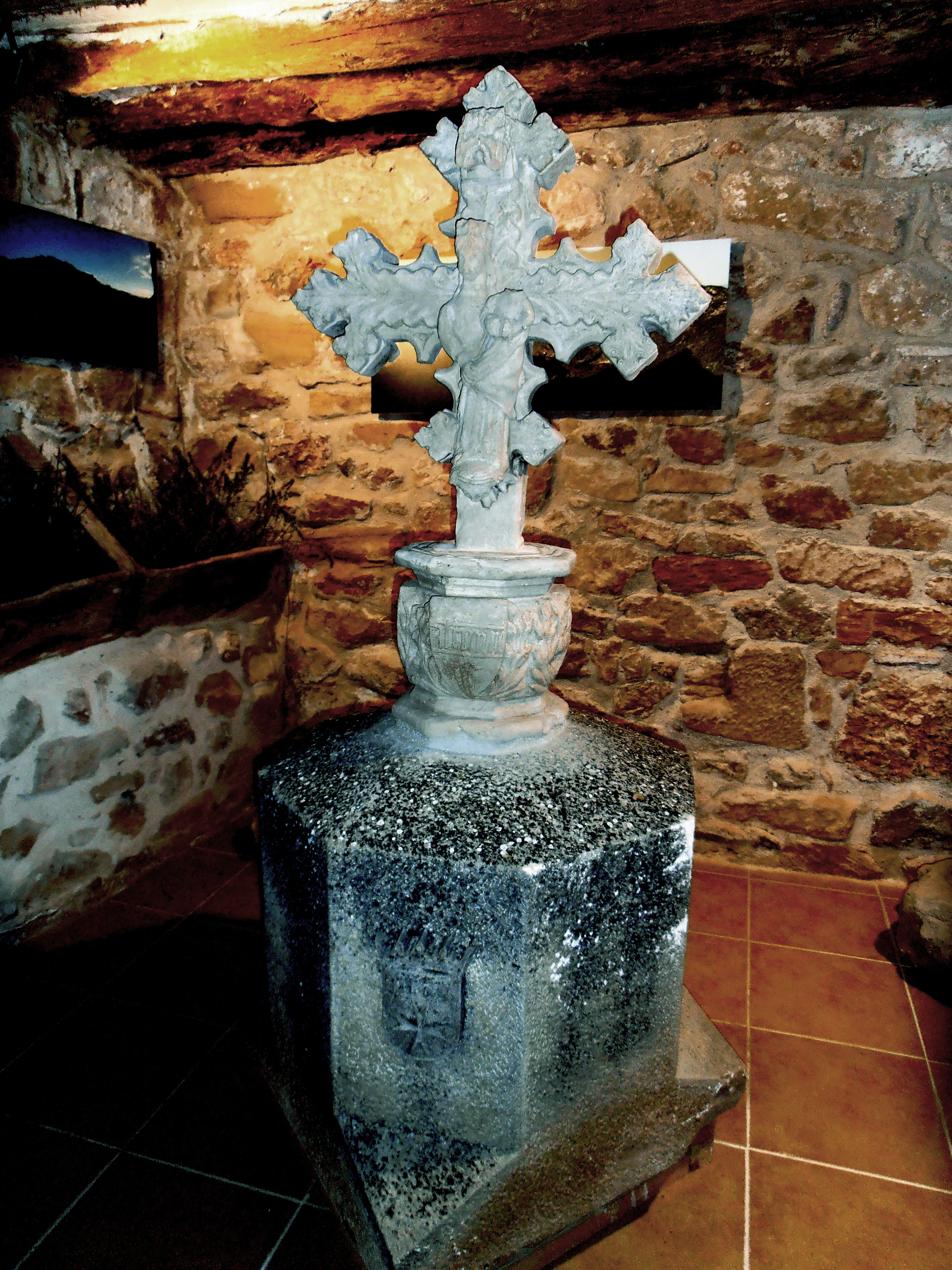
Creu de Prat de Comte. La creu original restaurada (2014).

A Prat de Comte, com a Bot, s'ha conservat una creu de pedra d'aquelles que tenien la funció d'indicar la senyoria a la qual pertanyia la vila. És un tipus de creu flordelisada que s'imposà a partir del segle xiv. Té els braços decorats amb tiges vegetals; a un costat del creuer té Crist crucificat i, a l'altre, Maria amb el Fill als braços. El nus o magolla és un prisma octogonal amb bases motllurades i cos bombat i recobert de fullam que presenta quatre escuts d'heràldica desconeguda que podria ser del comanador d'Horta que hauria plantat la creu. El pal és altre prisma de vuit cares que arrenca d'un pedestal, molt voluminós, que repeteix la tipologia prismàtica. En dues de les cares del pedestal hi ha gravades creus de l'orde de Sant Joan de Jerusalem, senyora del lloc.
Originàriament, aquesta creu fou col·locada vora la carretera de Tortosa; modernament la traslladaren al fossar vell del poble. A finals del segle passat se’n feu una reproducció en pedra artificial que es posà a la plaça de l'església. Darrerament la creu original ha estat restaurada i guardada, sense el pal, en una dependència de l'ajuntament.